# Mauro Caviezel
Mauro Caviezel (Tomils, 18 augustus 1988) is een Zwitserse, voormalige alpineskiër. Hij won de Wereldbeker op de slalom in 2020 en vertegenwoordigde zijn vaderland op de Olympische Winterspelen 2014 in Sotsji en 2018 in Pyeongchang.

## Carrière
Caviezel maakte zijn wereldbekerdebuut in maart 2008 in Kranjska Gora. Op 17 januari 2014 scoorde de Zwitser in Wengen zijn eerste wereldbekerpunten, negen dagen later behaalde hij in Kitzbühel zijn eerste toptienklassering in een wereldbekerwedstrijd. Tijdens de Olympische Winterspelen van 2014 in Sotsji eindigde Caviezel als 28e op de reuzenslalom, op de supercombinatie viel hij uit in de tweede manche.
Op de wereldkampioenschappen alpineskiën 2015 in Beaver Creek eindigde de Zwitser als dertiende op de alpine combinatie en als zeventiende op de Super G. In Sankt Moritz nam hij deel aan de wereldkampioenschappen alpineskiën 2017. Op dit toernooi veroverde hij de bronzen medaille op de alpine combinatie. Daarnaast eindigde hij als twintigste op de afdaling en als 21e op de Super G. Tijdens de Olympische Winterspelen van 2018 in Pyeongchang eindigde Caviezel als zesde op de afdaling en als twaalfde op de alpine combinatie, op de Super G wist hij niet te finshen.
Op de wereldkampioenschappen alpineskiën 2019 in Åre eindigde de Zwitser als zevende op de alpine combinatie en als negende op de afdaling, op de super G wist hij niet te finishen. In het seizoen 2019/2020 won hij, zonder wereldbekerzege, het wereldbekerklassement op de super G. Op 12 december 2020 boekte Caviezel in Val d'Isère zijn eerste wereldbekerzege.

## Resultaten

### Olympische Winterspelen
| Jaar | Plaats      | Resultaten                                     |
| ---- | ----------- | ---------------------------------------------- |
| 2014 | Sotsji      | 28e Reuzenslalom DNF2 Supercombinatie          |
| 2018 | Pyeongchang | 12e Alpine combinatie 13e Afdaling DNF Super G |

### Wereldkampioenschappen
| Jaar | Plaats            | Resultaten                                     |
| ---- | ----------------- | ---------------------------------------------- |
| 2015 | Beaver Creek      | 13e Alpine combinatie 17e Super G              |
| 2017 | Sankt Moritz      | Alpine combinatie · 20e Super G · 21e Afdaling |
| 2019 | Åre               | 7e Combinatie 9e Afdaling DNF Super G          |
| 2021 | Cortina d'Ampezzo | DNF Super G                                    |

### Wereldbeker
Eindklasseringen
| Seizoen   | Algm | AD  | SG    | PAR   | AC |
| --------- | ---- | --- | ----- | ----- | -- |
| 2013/2014 | 77e  | –   | –     |       | 6e |
| 2014/2015 | 42e  | 38e | 19e   | 8e    |    |
|           |      |     |       |       |    |
| 2016/2017 | 33e  | 24e | 10e   | 10e   |    |
| 2017/2018 | 23e  | 12e | 15e   | 5e    |    |
| 2018/2019 | 7e   | 5e  | Brons | Brons |    |
| 2019/2020 | 7e   | 10e | Goud  | 39e   | 8e |
| 2020/2021 | 22e  | 24e | 4e    | –     |    |

Wereldbekerzeges
| Datum            | Plaats      | Onderdeel |
| ---------------- | ----------- | --------- |
| 12 december 2020 | Val d'Isère | Super G   |